# Syntermes

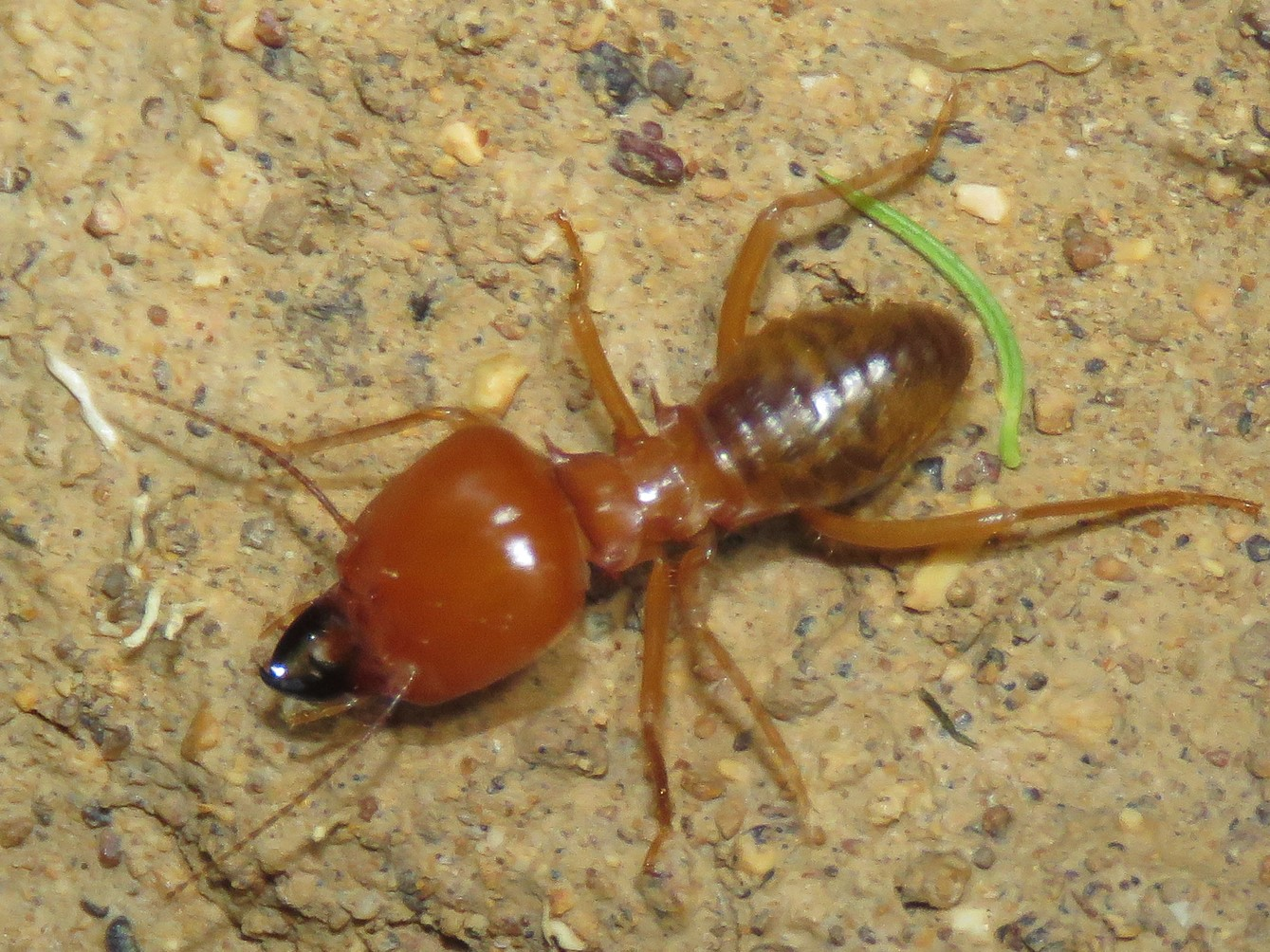
Syntermes grandis

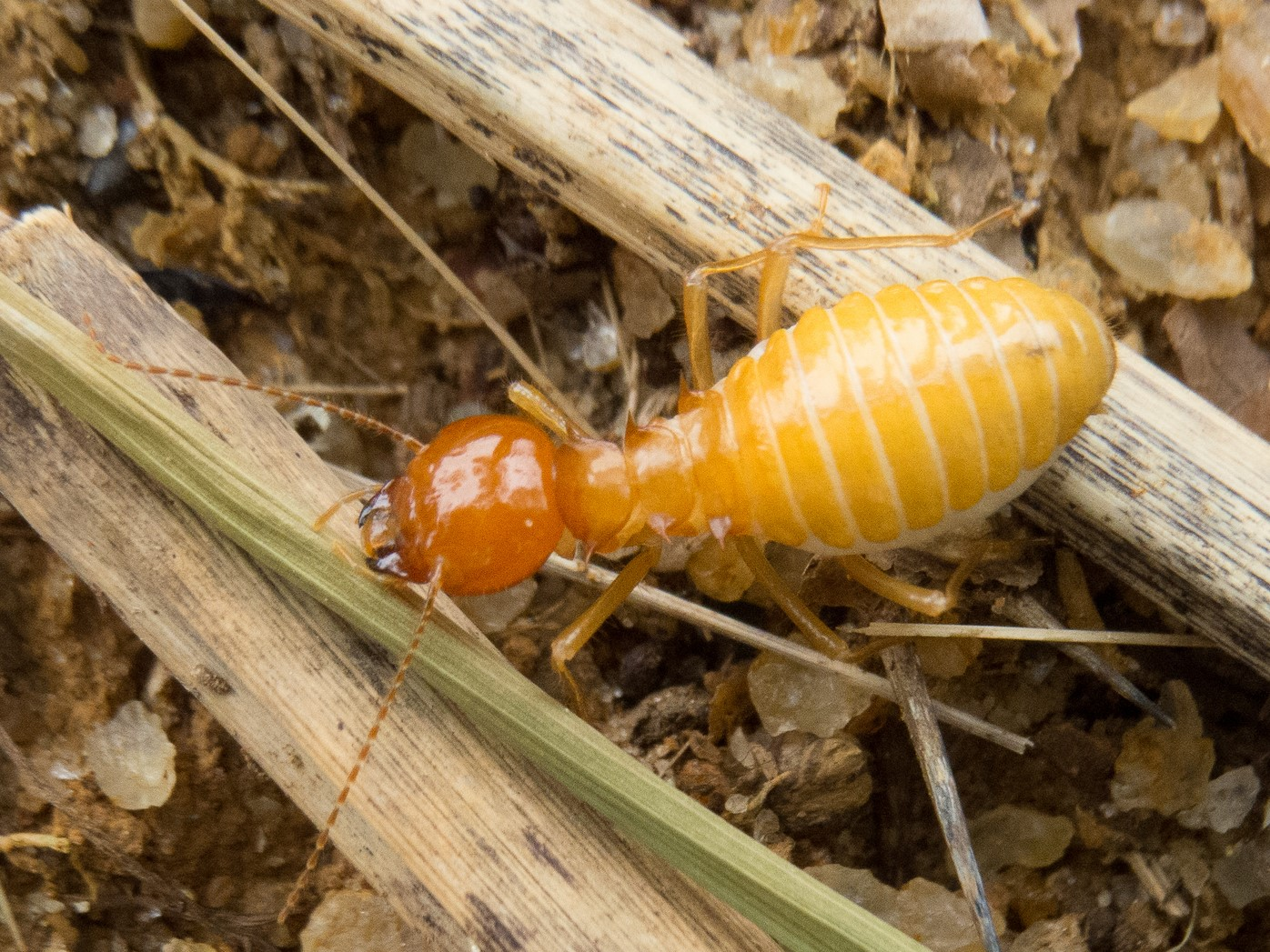
Syntermes molestus

Syntermes (лат.) — род термитов из подсемейства Syntermitinae (Termitidae).

## Распространение
Неотропика.

## Описание
Термиты средних размеров, длина 1—2 см, крылья имаго до 4 см. Боковые края пронотума, мезонотума и метанотума с шипиками. Голова мономорфных солдат отличается коротким носом-трубочкой (фонтанеллой), или она отсутствует. Фонтанелла служит для распыления химического веществ, отпугивающих врагов (муравьи и другие хищники). Жвалы солдат развиты, функционирующие, симметричные. Лабрум шире своей длины. Переднеспинка седловидная, с отчетливой передней приподнятой лопастью. Формула шпор голеней рабочих, имаго и солдат: 3-2-2. Усики рабочих, имаго и солдат — 19—21-члениковые.
Солдаты. Голова большая, обычно короткая и широкая, иногда удлинённая; по бокам прямая, параллельная, или сходится к передней части; цвет головы жёлто-коричневый; волосистость головы переменная, от нескольких рассеянных до множества волосков, коротких и длинных. Фонтанелла короткая. Усики 19—21-члениковые. Лабрум трёхконечный с белой областью на срединной доле (лабральная железа неизвестной функции, вероятно, оборонительная). Жвалы большие и массивные, различной формы и зубчатости; левая мандибула с маргинальным зубцом (M1) обычно около середины, иногда ближе к основанию; второй маргинальный зубец (M2) маленький и расположен около основания; правая мандибула также с двумя маргинальными зубцами, они обычно менее развиты, чем на левой мандибуле, иногда рудиментарные или отсутствуют. Пронотум с крупной возвышающейся передней долей. Боковые края груди не угловатые, обычно без выступов, иногда с острыми или коническими шипами. Ноги обычно длинные; передние голени с многочисленными короткими щетинками на внутреннем крае.
Имаго крылатых половых особей. Голова округлая, от светло-каштанового до тёмно-коричневого; волосистость переменная, от нескольких очень коротких волосков до многочисленных длинных. Относительный размер глаз и оцеллий вариабельный. Фонтанелла варьирует: большая и округлая, плоская или слегка выпуклая; маленькая и вогнутая у нескольких видов. Левая мандибула с апикальным зубцом (А) почти равным первому маргинальному зубцу (M1); второй маргинальный зубец (M2) отсутствует; третий маргинальный зубец (M3) короткий. Ширина пронотума примерно равна ширине головы. Крылья затемнённые с двумя неразветвлёнными жилками от базального шва: одна на костальном крае (SC+R), другая параллельная к ней (Rs). Также есть две слабо разветвлённые жилки (M, Cu).

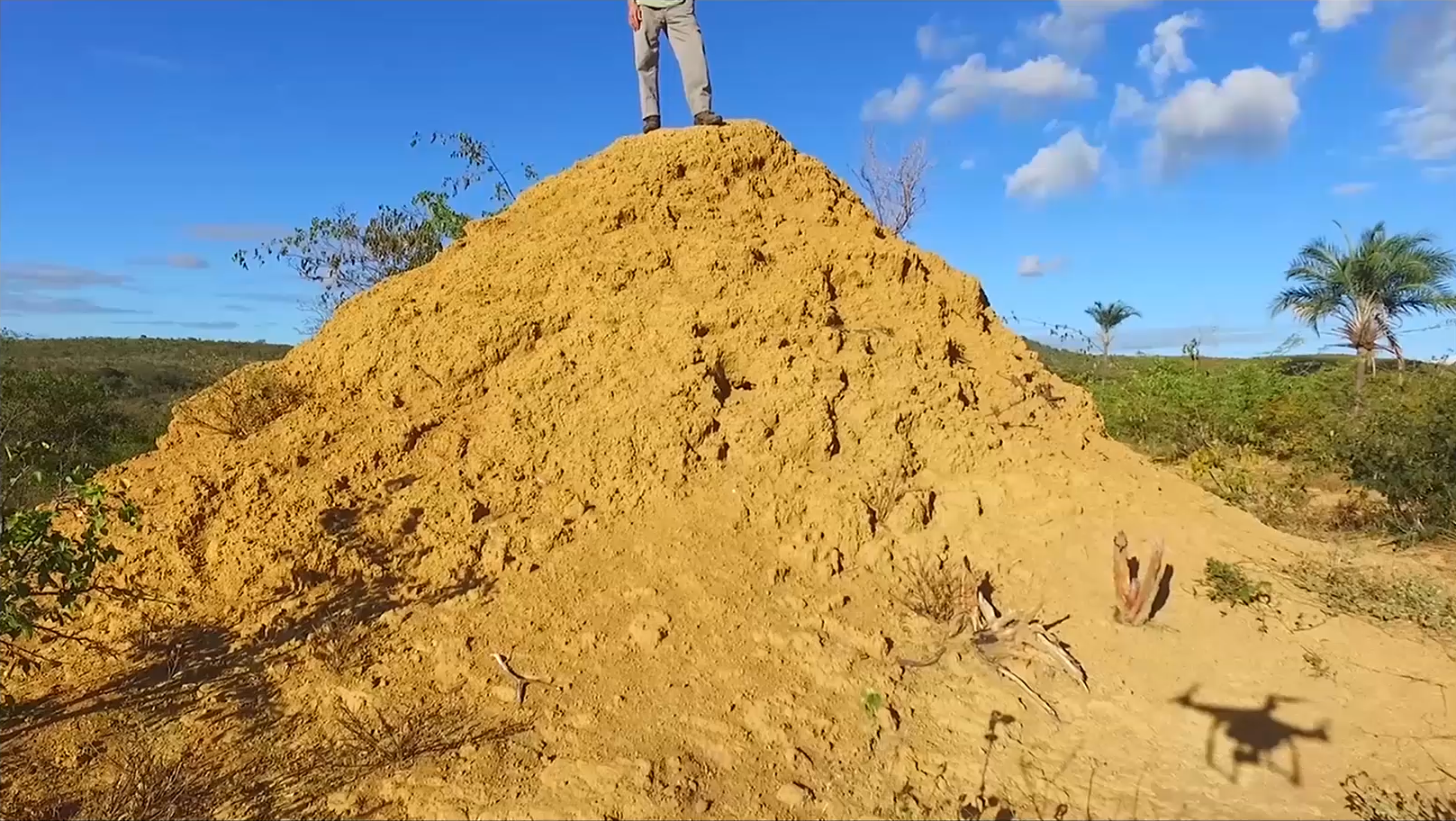
Термитник Syntermes dirus

## Систематика

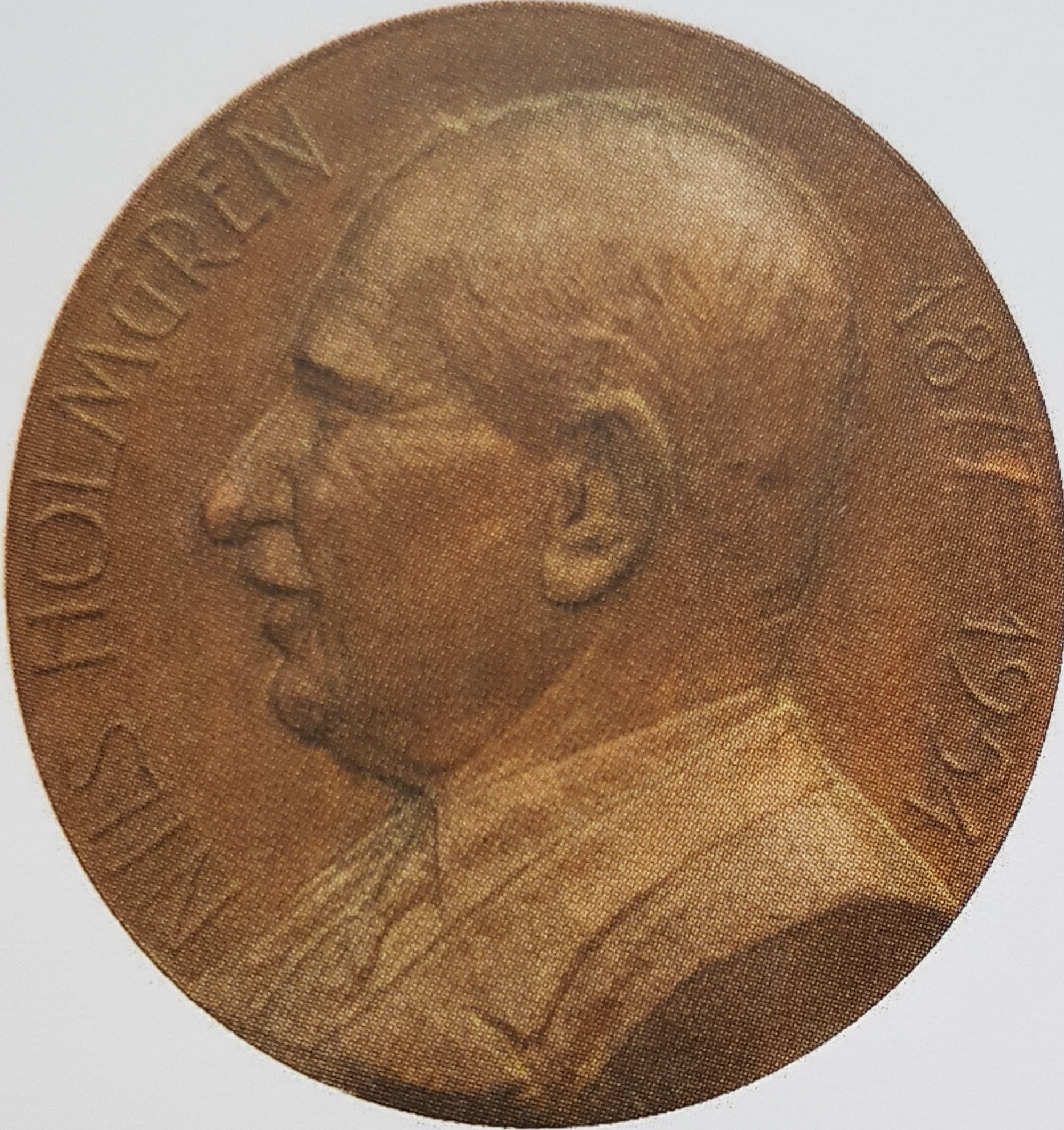
Нильс Хольмгрен, впервые выделивший род Syntermes

Более 20 видов. Род Syntermes был впервые выделен в 1909 году шведским академиком и зоологом Нильсом Фритьофом Хольмгреном (1877—1954) на основании типового вида Termes dirus Burmeister, 1839 (Syntermes dirus). Долгое время входил в состав подсемейства Nasutitermitinae. В 2004 году в результате ревизии, проведённой американскими энтомологами Майклом Энджелом и Кумаром Кришной, род был включён в отдельное подсемейство Syntermitinae в качестве его типового таксона. В составе Syntermitinae род Syntermes образует монофилетическую кладу с родами Cahuallitermes,
Cornitermes, Labiotermes и Procornitermes.
- Syntermes aculeosus
- Syntermes barbatus
- Syntermes bolivianus
- Syntermes brevimalatus
- Syntermes calvus
- Syntermes cearensis
- Syntermes chaquimayensis
- Syntermes crassilabrum
- Syntermes dirus
- Syntermes grandis
- Syntermes insidians
- Syntermes longiceps
- Syntermes magnoculus
- Syntermes molestus
- Syntermes nanus
- Syntermes obtusus
- Syntermes parallelus
- Syntermes peruanus
- Syntermes praecellens
- Syntermes robustus
- Syntermes spinosus
- Syntermes tanygnathus
- Syntermes territus
- Syntermes wheeleri